# Apanteles subcristatus
Apanteles subcristatus är en stekelart som beskrevs av Blanchard 1936. Apanteles subcristatus ingår i släktet Apanteles och familjen bracksteklar. Inga underarter finns listade i Catalogue of Life.